# Adelocolia
Adelocolia là một chi rêu trong họ Adelanthaceae.